# Fisklöstjärnen (Offerdals socken, Jämtland, 707881-139208)
Fisklöstjärnen är en sjö i Krokoms kommun i Jämtland och ingår i Indalsälvens huvudavrinningsområde. Sjön har en area på 0,666 kvadratkilometer och ligger 614,4 meter över havet.

## Delavrinningsområde
Fisklöstjärnen ingår i det delavrinningsområde (707990-139074) som SMHI kallar för Utloppet av Fisklöstjärnen. Medelhöjden är 718 meter över havet och ytan är 10,21 kvadratkilometer. Det finns ett avrinningsområde uppströms, och räknas det in blir den ackumulerade arean 17,35 kvadratkilometer. Vattendraget som avvattnar avrinningsområdet har biflödesordning 5, vilket innebär att vattnet flödar genom totalt 5 vattendrag innan det når havet efter 293 kilometer. Avrinningsområdet består mestadels av skog (35 procent), sankmarker (25 procent) och kalfjäll (34 procent). Avrinningsområdet har 0,67 kvadratkilometer vattenytor vilket ger det en sjöprocent på 6,6 procent.